# 美ノ嶋めぐり
美ノ嶋 めぐり（みのしま めぐり、2001年12月8日 - ）は、日本のAV女優。LINX所属。

## 略歴
2021年5月、プレステージ専属女優としてAVデビュー。
2025年1月に、プレステージからマドンナへ専属移籍。
2025年5月には、埼玉県・しらこばと水上公園で行われたプール撮影会『TREND GIRLS撮影会2025』に参加。情熱的な色遣いのビキニ姿が報道された。
同年8月よりアタッカーズ専属へ移籍。

## 人物
- 奈良県出身[1]。趣味はゲーム、特技はダンス[1]。デビュー前はフリーターで、カフェ店員として働いていた[6]。

- 撮影時に緊張すると変顔をして照れ隠しをするなどお調子者な性格で、友人と話し出すと止まらなくなるほどおしゃべりが大好き。マネージャーから「もっと清楚に」と怒られることもある。また、少しぼーっとしているところがあり、卵の殻でなく誤って中身を三角コーナーに捨ててしまったり、面倒くさがってインスタントコーヒーをスプーンを使わずにカップへ入れようとして失敗して、そのままでは飲めないほど物凄く濃いコーヒーになってしまったりと、その見た目と中身のギャップから「黙ってればモテるのに」と友人からよく言われると明かしている[6]。
- 初体験は高校1年の時で、相手は付き合っていた中学の時の同級生[7]。プライベートでの経験人数は2人[7]。
- AV男優のテクニックはプライベートのセックスとは比べものにならない凄いものだと思い、それを経験してもっと気持ちよくなりたいと思ったことがAV出演の動機[7]。

## 作品
◎はBD版発売作品。

### アダルトDVD / BD
- 新人 プレステージ専属デビュー 「"ときめき"を与えてくれる正統派美少女」 美ノ嶋めぐり（5月21日、プレステージ）
- 神乳Ecupを味わい尽くす 性感覚醒3本番（6月18日、プレステージ）
- 新・絶対的美少女、お貸しします。 ACT.104（7月16日、プレステージ）
- 美ノ嶋めぐりがご奉仕しちゃう超最新やみつきエステ 52（8月20日、プレステージ）
- アオハル 制服美少女と完全主観で過ごす性春3セックス。 #07（9月10日、プレステージ）
- 天然成分由来 美ノ嶋めぐり 汁120% 72（10月1日、プレステージ）
- 美ノ嶋めぐりの極上筆おろし 43（11月12日、プレステージ）
- 女子マネージャーは、僕達の性処理ペット。 041（12月3日、プレステージ）

- 美少女と、貸し切り温泉と、濃密性交と。 19（1月14日、プレステージ）
- 風俗タワー 性感フルコース3時間SPECIAL ACT39 美ノ嶋めぐり（2月11日、プレステージ）
- 俺の従順ペット候補生 02 美ノ嶋めぐり（3月11日、プレステージ）
- 【プレステージ20周年特別企画】勝負下着、見せちゃいます!×美ノ嶋めぐり（4月8日、プレステージ）
- なまなかだし 44 美ノ嶋めぐり（5月20日、プレステージ）
- 超 透け透けスケベ学園 CLASS 15 美ノ嶋めぐり（6月10日、プレステージ）
- 美ノ嶋めぐり 8時間 BEST PRESTIGE PREMIUM TREASURE No01 全6作品+未公開映像で「美ノ嶋めぐり」の軌跡をたどる永久保存盤（6月24日、プレステージ）※単体ベスト
- ※胸糞NTR 最悪の鬱勃起映像 幸せを約束した大好きな彼女がおっさんに寝取られて、壊されました。美ノ嶋めぐり（7月8日、プレステージ）
- ひたすら生でハメまくる、終らない中出し性交。美ノ嶋めぐり（8月12日、プレステージ）
- 顔射の美学 22 美ノ嶋めぐり（9月16日、プレステージ）
- 人生初・トランス状態 激イキ絶頂セックス 64 美ノ嶋 めぐり（10月14日、プレステージ）
- 中出し射精執行官 case.11 美ノ嶋めぐり（11月11日、プレステージ）
- 全裸家政婦 新感覚 オナニーは更に上へ「性奉仕」の願いを叶える家政婦とヴァーチャルセックス Staff06 美ノ嶋めぐり（12月16日、プレステージ）

- 風俗タワー PREMIUM ACT.04 美ノ嶋めぐり（1月13日、プレステージ）
- 働く痴女系お姉さん vol.20 美ノ嶋めぐり（2月10日、プレステージ）
- ねっちょりセックスに溺れる文系女子。粘着性高湿度サイレントセックス 美ノ嶋めぐり（3月10日、プレステージ）
- スプラッシュめぐり めぐりの体液、全部抜く! 驚異の5SEX 美ノ嶋めぐり（4月14日、プレステージ）
- 学校で1番可愛い教え子に射精管理されています。ドSJ●に毎日弄ばれる担任教師 美ノ嶋めぐり（5月12日、プレステージ）
- 美ノ嶋めぐり 8時間 BEST PRESTIGE PREMIUM TREASURE vol.02 全6作品 + 未公開映像で「美ノ嶋めぐり」の軌跡をたどる永久保存盤!!（5月19日、プレステージ）※単体ベスト
- 中出し やりたい放題 12 美ノ嶋めぐり（6月9日、プレステージ）
- 帰省した童貞の僕を痴女ってくる 小悪魔いとこ 美ノ嶋めぐり（7月14日、プレステージ）
- もっと、汁 120% 美ノ嶋めぐり（8月11日、プレステージ）
- 本番オーケー!? 噂の裏ピンサロ 23 美ノ嶋めぐり（9月8日、プレステージ）
- 純白美少女が完堕ちするまでぶっ壊された ずぶ濡れ性交 美ノ嶋めぐり（10月13日、プレステージ）
- 美ノ嶋めぐり流 HOW TO SEX!! 保健室の先生が身体を使って性指導! 絶対セイキョウイク（11月10日、プレステージ）
- 美ノ嶋めぐり 8時間 BEST PRESTIGE PREMIUM EXCLUSIVE vol.03（12月1日、プレステージ）※単体ベスト
- 完全主観 × 鬼イカせ イッても止めない激FUCK!!! 追撃5,000ピストン 美ノ嶋めぐり（12月8日、プレステージ）

- 何もない田舎で幼馴染と、汗だく濃厚SEXするだけの毎日。 case.10 美ノ嶋めぐり（1月12日、プレステージ）
- 恍惚のイキ顔 我を忘れるほど快感に酔いしれる3本番 美ノ嶋めぐり（2月9日、プレステージ）
- スポコス汗だくSEX4本番! 体育会系・美ノ嶋めぐり act.31（3月8日、プレステージ）
- 唇が溶けるほどのベロキス性交 美ノ嶋めぐり（4月12日、プレステージ）
- リミットブレイクSEX 絶対的美少女の殻をブチ破るドM覚醒 VOL.06 美ノ嶋めぐり（5月17日、プレステージ）
- 美ノ嶋めぐり 8時間 BEST PRESTIGE PREMIUM EXCLUSIVE vol.04（6月7日、プレステージ）※単体ベスト
- まだ絶対イケるよ! vol.08 美ノ嶋めぐり（6月21日、プレステージ）
- 絶頂ランジェリーナ 美ノ嶋めぐり（7月19日、プレステージ）
- 子宮で欲しがる美ノ嶋めぐりの中出し懇願 4シチュエーション（8月16日、プレステージ）
- 絶対忠実秘書 美ノ嶋めぐり（9月6日、プレステージ）

- 電撃移籍 Madonna専属 美ノ嶋めぐり 大人のオンナに進化を遂げて激情中出し3本番（1月28日、マドンナ）◎
- 義父と同居して4年… これは私が生で挿入され続けて、快感に目覚めて、妊娠するまでの話です。 美ノ嶋めぐり（2月11日、マドンナ）
- 町内キャンプNTR テントの中でまわされた妻の衝撃的寝取られ映像 美ノ嶋めぐり（3月11日、マドンナ）
- 午前中のインターホン ～欲求不満な隣の人妻は突然やって来て…～ 美ノ嶋めぐり（4月8日、マドンナ）
- 取引先の傲慢社長に中出しされ続けた出張接待。 専属美女、イイ女のスーツ『美』―。 美ノ嶋めぐり（5月13日、マドンナ）
- だるまさんがころんだ輪姦 ～人妻教育実習生、恥辱のレクリエーション～ 美ノ嶋めぐり（6月10日、マドンナ）
- 美ノ嶋めぐり 8時間 BEST PRESTIGE PREMIUM EXCLUSIVE vol.05（6月20日、プレステージ）※単体ベスト
- 愛を認めさせたくて妻と絶倫の後輩を2人きりにして3時間… 抜かずの追撃中出し計16発で妻を奪われた僕のNTR話 美ノ嶋めぐり（7月8日、マドンナ）

### アダルトVR
- 綺麗さと可愛さを併せ持つ、美顔専属『初』VR作品!! 人妻になっていた幼馴染のめぐりと偶然の再会…すっぴん美顔で僕の朝勃ちチ〇ポをマ〇コで下品に頬張る寝起き中出し不倫VR（7月4日、マドンナ）

### アダルト配信
- 【初撮り】【マシュマロ美乳】【初々しい痙攣絶頂】純白を超えた奇跡の極白ピュアボディ美少女が登場。初めて味わう彼氏以外の肉棒ピストンに、天然Eカップを縦横無尽に暴れさせ、雪肌をピンク色に染めた彼女は.. ネットでAV応募→AV体験撮影 1516（4月24日、シロウトTV）※「めぐり」名義

### イメージDVD / BD
◎はBD版発売作品。
2021年
- Meguri ときめきエンカウント（7月22日、REbecca）◎

2022年
- Meguri2 ぐるぐるサマーランド（3月3日、REbecca）[8] ◎
- 癒しのめぐり姫 美ノ嶋めぐり（6月17日、メディアブランド）◎
- Pure Beauty 美ノ嶋めぐり（10月14日、ファインピクチャーズ）◎

### デジタル写真集
- 南国めぐり 美ノ嶋めぐり（7月23日、プレステージ出版、撮影：C:TAKERU）※【グラビア写真集】と【ヌード写真集】の2種類あり。
- 同級生 美ノ嶋めぐり（11月5日、プレステージ出版、撮影：C:TAKERU）※【グラビア写真集】と【ヌード写真集】（映像特典付き）の2種類あり。
- Meguri ときめきエンカウント（12月17日、REbecca）
- 絶対的スーパーナチュラルポーズブック（12月17日、プレステージ出版、撮影：C:TAKERU）

- 絶対的透け透けテカテカポーズブック 美ノ嶋めぐり（2月4日、プレステージ出版、撮影：C:TAKERU）
- 絶対的スポーツポーズ集 美ノ嶋めぐり（3月11日、プレステージ出版、撮影：C:TAKERU）
- 絶対的セクシーポーズブック 美ノ嶋めぐり（5月13日、プレステージ出版、撮影：C:TAKERU）
- Meguri 2 ぐるぐるサマーランド・美ノ嶋めぐり（6月1日、REbecca）
- めぐり、めぐる。 美ノ嶋めぐり（7月1日、プレステージ出版、撮影：渡辺凌）※【グラビア写真集】と【ヌード写真集】（映像特典付き）の2種類あり。
- 激写美女 美ノ嶋めぐり（9月23日、プレステージ出版）

- 青春 ＃アオハル 美ノ嶋めぐり（7月7日、プレステージ出版、撮影：渡辺凌）※【グラビア写真集】と【ヌード写真集】（映像特典付き）の2種類あり。
- PRESTIGE POSE MESSAGE 美ノ嶋めぐり 01（10月20日、プレステージ出版）
- PRESTIGE POSE MESSAGE 美ノ嶋めぐり 02（11月3日、プレステージ出版）

- PRESTIGE POSE MESSAGE 美ノ嶋めぐり 03（1月19日、プレステージ出版）
- PRESTIGE POSE MESSAGE 美ノ嶋めぐり 04（3月22日、プレステージ出版）
- PRESTIGE POSE MESSAGE 美ノ嶋めぐり 05（3月29日、プレステージ出版）
- PRESTIGE POSE MESSAGE 美ノ嶋めぐり 06（4月19日、プレステージ出版）
- LOVEPOP デラックス 美ノ嶋めぐり 001（4月26日、ラビリンス）
- PRESTIGE POSE MESSAGE 美ノ嶋めぐり 07（5月10日、プレステージ出版）
- PRESTIGE POSE MESSAGE 美ノ嶋めぐり 08（5月17日、プレステージ出版）
- PRESTIGE POSE MESSAGE 美ノ嶋めぐり 09（6月7日、プレステージ出版）
- PRESTIGE POSE MESSAGE 美ノ嶋めぐり 10（6月14日、プレステージ出版）
- LOVEPOP デラックス 美ノ嶋めぐり 002（6月28日、ピンク倶楽部）
- 美ノ嶋めぐり Exclusive Best 01（7月12日、プレステージ出版）
  - 『南国めぐり』『同級生』『青春 ＃アオハル 美ノ嶋めぐり』のベストショットや未公開カット、オフショットを収録した作品集。
- PRESTIGE POSE MESSAGE 美ノ嶋めぐり 11（7月12日、プレステージ出版）
- PRESTIGE POSE MESSAGE 美ノ嶋めぐり 12（7月19日、プレステージ出版）
- PRESTIGE POSE MESSAGE 美ノ嶋めぐり 13（7月26日、プレステージ出版）
- PRESTIGE POSE MESSAGE 美ノ嶋めぐり 14（8月30日、プレステージ出版）
- LOVEPOP デラックス 美ノ嶋めぐり 004（10月18日、ラビリンス）
- LOVEPOP デラックス 美ノ嶋めぐり 005（11月22日、ラビリンス）
- PRESTIGE POSE MESSAGE 美ノ嶋めぐり 15（12月13日、プレステージ出版）

- PRESTIGE POSE MESSAGE 美ノ嶋めぐり 16（1月31日、プレステージ出版）
- PRESTIGE POSE MESSAGE 美ノ嶋めぐり 17（7月11日、プレステージ出版）
- PRESTIGE POSE MESSAGE 美ノ嶋めぐり 18（8月8日、プレステージ出版）

## その他製品

### トレカ・トランプ
- PRESTIGE Playing card vol.1（2024年3月29日、プレステージ）※プレステージ専属女優11名が登場する公式トランプ。数量限定販売。

## 出演

### テレビ
- ケンコバのバコバコナイト（2021年8月 - 2022年2月、サンテレビ）

### ウェブテレビ
- ロンドンハーツ ABEMA特別編（2022年5月31日、ABEMA） - アンケート協力[9]

### ラジオ
- ザ・マミィの今一歩、前へ（2022年7月10日・17日、文化放送）

## 掲載

### 雑誌
- 週刊アサヒ芸能 2022年3月24日 特大号（徳間書店） - グラビア「不純のはじまり」
- 週刊実話 2023年12月14日号（日本実業出版社） - 袋とじ「色白やわ乳お姉さん」